# Maja Hürst

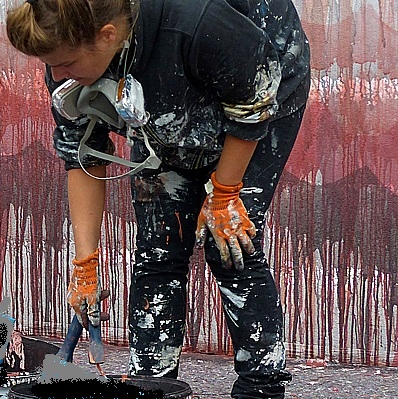
Maja Hürst beim Malen in Köln (2013)

Maja Hürst (* 1978 in Zürich) ist eine Schweizer Künstlerin. Ihr Pseudonym ist Tika.

## Leben

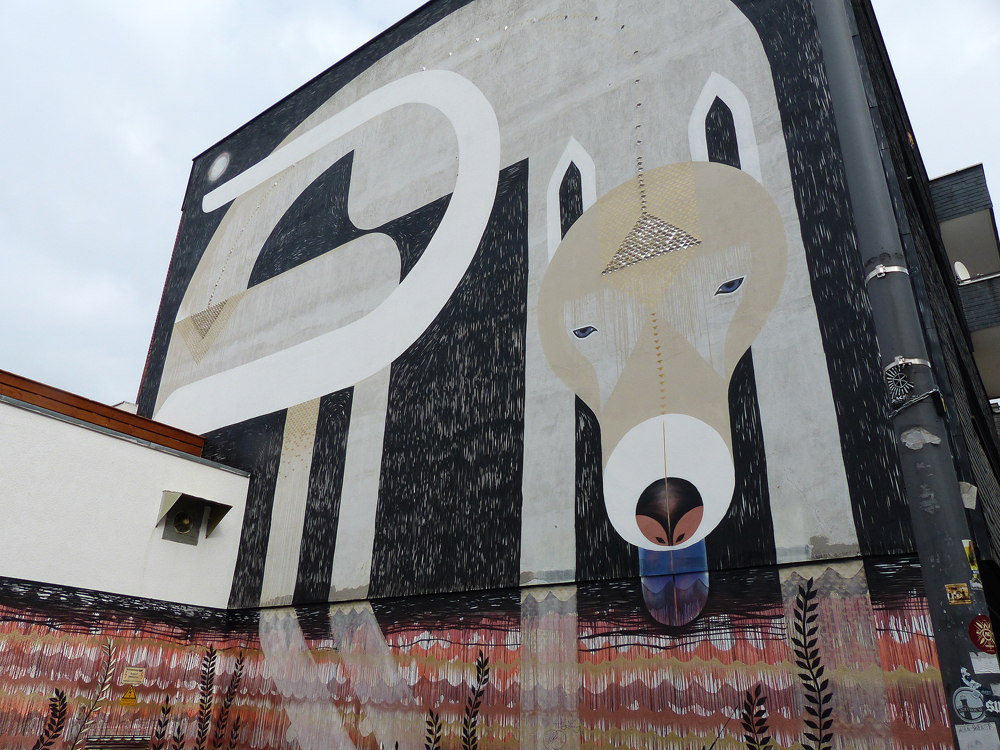
Wandmalerei von Maja Hürst in Köln-Ehrenfeld (Foto: 2013)

Maja Hürst wuchs in Zürich und zum Teil in Kairo und Köln auf. Sie studierte Visuelle Kommunikation an der Zürcher Hochschule der Künste und erhielt 2004 ihr Diplom. Sie arbeitet als freie Künstlerin und war im Nebenruf bis 2009 als Grafikerin tätig.
1998 begann sie mit Streetart-Projekten im öffentlichen Raum. Ab 2003 entwickelte sie eine eigene Formensprache und signiert seitdem mit Tika. Sie schafft grosse figurative Wandbilder auf Hausfassaden, Mauern und Innenwänden. Ihre Bilder stellen oft geometrisch abstrahierte Tiere oder Menschen dar mit für sie typisch flachgedrückten Gesichtern und breiten Nasen. Ihr Stil ist von südamerikanischer Volkskunst ebenso beeinflusst wie durch indische Mythen. Als Referenzmaterial nutzt sie häufig Fotos von totemistischen Masken und zeichnet mit dem Stift auf Papier, bevor sie Skizzen auf die Wand sprüht. Ihr größtes Wandbild misst 20 auf 110 Meter und befindet sich auf der Fassade eines Konzertgebäudes in Atlanta. Der Titel «Mr. Wendal» ist ein Verweis auf einen Song der Hip-Hop-Band Arrested Development aus Atlanta.
Sie lebt und arbeitet in Zürich, Rio de Janeiro und Berlin.

## Ausstellungen
Quelle: Artfacts
Beteiligungen (Auswahl)

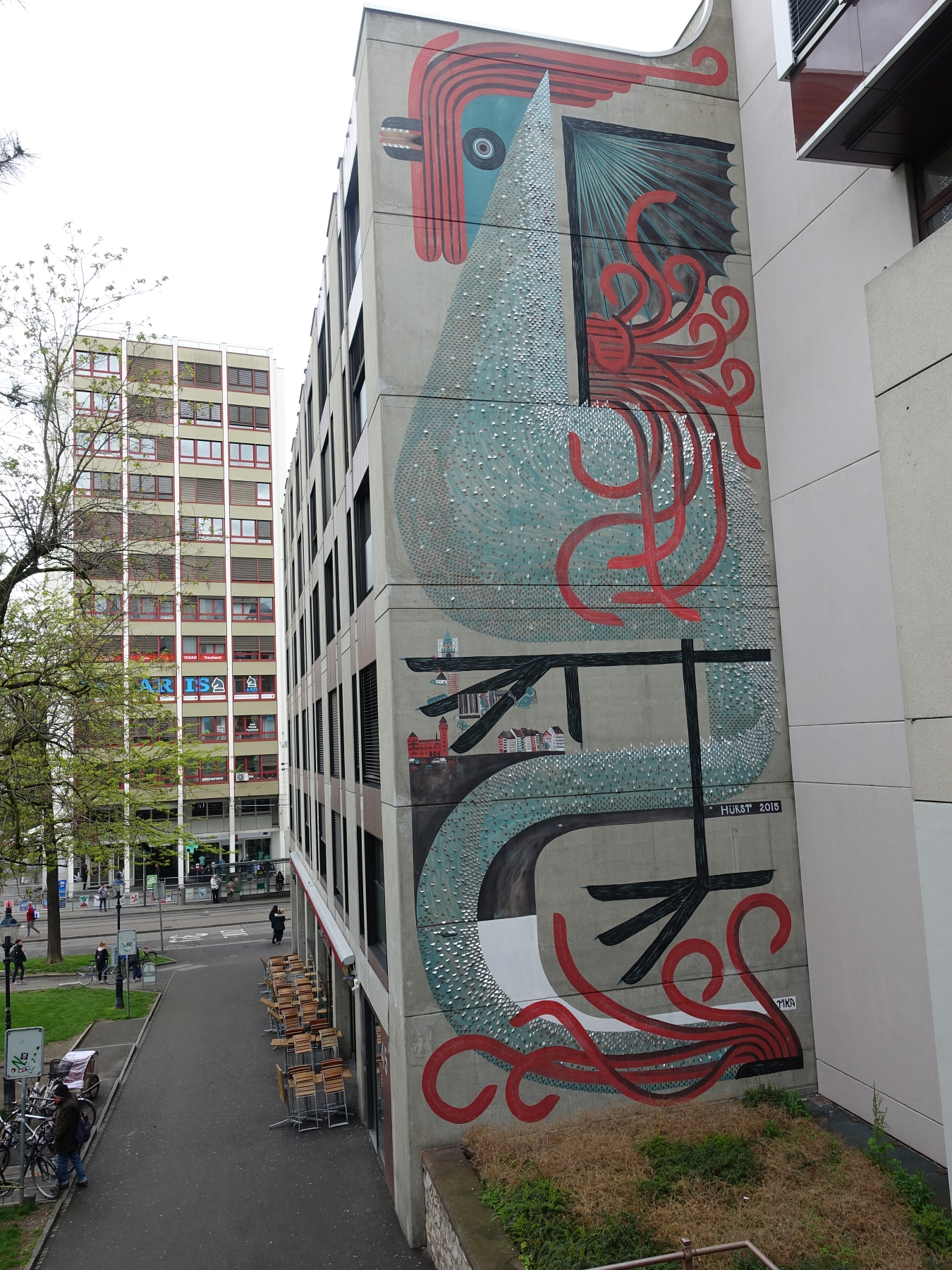
Basilisk. Bollwerk-Promenade 45, Basel

- 2015: BundeskunstHALL OF FAME. Graffiti & Street Art Festival, Bundeskunsthalle, Bonn
- 2014: Wildwuchs in den Straßen und an den Körpern, Kunsthaus Mürzzuschlag, Österreich
- 2012:  Get Freaky Above, Second Gallery, Hongkong
- 2011:  11th Annual Invitational Group Exhibition, Anno Domini, San José, USA

Einzelausstellungen (Auswahl)
- 2018: Dichotika, Galerie Soon, Bern
- 2016: Abstraktika, Galerie im Gluri-Suter-Huus, Wettingen
- 2014: Sawitaka by Maja Hurst, Toot Yung Art Center, Bangkok (organisiert von der Schweizer Botschaft)
- 2011: Tika, Galerie Neonchocolate, Berlin